# 西關十甫酒店
广州十甫voco酒店（2023年前为西關十甫酒店），前稱為廣州十甫假日酒店（英語：Holiday Inn Guangzhou Shifu），是“西關”首家國際四星級酒店，坐落於上下九商業步行街，毗鄰沙面島、永慶坊、荔枝灣、粵劇藝術博物館、華林寺、陳家祠等地點。
該酒店於2006年開幕，後來進行品牌重塑及裝修，於2021年4月12日起易名為「西關十甫酒店」。後來西關十甫酒店又加盟voco酒店，並更名為广州十甫voco酒店，由此成為大中华区第10家、华南区第一家voco酒店。

## 設施
酒店提供282間客房、設施包括健身中心，位於頂層露天游泳池，場內亦設多間餐廳，包括十甫軒中餐廳、自助餐廳哥德堡西餐廳以及酒吧大堂吧，及7間宴會或會議場地。酒店亦設有停車場及商務中心。

### 宴會場地
西關十甫酒店設有325㎡的宴會廳，宴會廳可拆分為3個獨立會議室，另外酒店還設有2個多功能大型會議室和4個多功能小型會議室。

- 大宴會廳可容納320人
- 如意吉祥廳可容納200人（可分拆成兩個獨立宴會廳）
- 十甫廳可容納100人

- 西關廳可容納130人
- 東山廳可容納90人

- 4個多功能小型會議室（可容納60－180人）

## 地理位置
西關十甫酒店位於廣州上下九步行街，離廣州火車站約8公里、廣州東站15公里、廣州白雲國際機場約38公里。距離地鐵1號線的長壽路站、6號線和8號線的文化公園站，以及1號線和6號線的黃沙站，約十分鐘的路程。酒店毗鄰沙面島、永慶坊、荔枝灣、粵劇藝術博物館、華林寺、陳家祠等地點。